# Nicolas Basin
Nicolas Basin (* 22. Juli 1998 in Forbach, Département Moselle) ist ein ehemaliger französischer Fußballspieler. Er spielte seit seiner Jugend beim FC Metz und gehörte ein Jahr lang zum Profikader.

## Karriere
Der in Behren-lès-Forbach aufgewachsene Basin spielte in seiner Kindheit bei US Behren und bei US Forbach, ehe er im Alter von elf Jahren in die Nachwuchsakademie des FC Metz wechselte. Am 5. September 2015 absolvierte Basin beim 5:3-Sieg am dritten Spieltag der fünften Liga gegen Raon L’Etape sein erstes Spiel für die Reservemannschaft des FC Metz. In dieser Saison kam er zu drei Einsätzen. Am 13. August 2016 absolvierte Basin im Trikot der Profimannschaft beim 3:2-Sieg am ersten Spieltag der Ligue 1 gegen OSC Lille sein erstes Spiel im Profifußball. Ansonsten kam er für die U19 und für die Reservemannschaft zum Einsatz. Die Profimannschaft schaffte als Aufsteiger den Klassenerhalt. Am 16. Dezember 2017 schoss Basin am 18. Spieltag im Auswärtsspiel gegen HSC Montpellier mit dem Tor zum 3:1-Endstand sein erstes Tor im Profifußball. Zum Saisonende stieg der FC Metz in die Ligue 2 ab. Am 15. Februar 2018 unterschrieb er seinen ersten Profivertrag.
Im Juni 2019 beendete er seine Profikarriere als Fußballspieler, um Medizin zu studieren.